# Родригес, Рафаэл
Рафаэл Родригес (порт.-браз. Raphael Rodrigues; 16 мая 1894, Сан-Паулу — 30 ноября 1981, Сан-Паулу) — бразильский футболист, левый нападающий.

## Карьера
Рафаэл Родригес начал карьеру в клубе «Мараньян» из Сан-Паулу. Затем выступал за клуб «Интернасьонал» с 1916 по 1921 год. 2 сентября 1917 года Родригес сыграл один матч за «Коринтианс» против «Маккензи Коллеж» на чемпионате штата Сан-Паулу (4:1). 
В 1922 году Родригес возвратился в «Коринтианс» и в первом же сезоне выиграл с клубом чемпионат штата. Он повторял это еще два года подряд, а затем ещё дважды в 1928 и 1929 году. Рафаэл выступал за клуб до 1929 года, проведя в общей сложности 115 матчей (84 победы, 13 ничьи и 18 поражений) и забил 25 голов. Последний матч за «Коринтианс» Родригес сыграл 25 августа 1929 года против «Сирио». После этого футболист завершил игровую карьеру

## Международная статистика
| Матчи Рафаэла Родригеса за сборную Бразилии | Матчи Рафаэла Родригеса за сборную Бразилии | Матчи Рафаэла Родригеса за сборную Бразилии | Матчи Рафаэла Родригеса за сборную Бразилии | Матчи Рафаэла Родригеса за сборную Бразилии | Матчи Рафаэла Родригеса за сборную Бразилии | Матчи Рафаэла Родригеса за сборную Бразилии |
| ------------------------------------------- | ------------------------------------------- | ------------------------------------------- | ------------------------------------------- | ------------------------------------------- | ------------------------------------------- | ------------------------------------------- |
| №                                           | Дата                                        | Место проведения                            | Оппонент                                    | Счёт                                        | Голы                                        | Турнир                                      |
| 1                                           | 27 января 1918                              | Рио-де-Жанейро                              | Дублин                                      | 0:1                                         | —                                           | Товарищеский матч                           |
| 2                                           | 17 сентября 1922                            | Рио-де-Жанейро                              | Чили                                        | 1:1                                         | —                                           | Чемпионат Южной Америки                     |
| 3                                           | 1 октября 1922                              | Рио-де-Жанейро                              | Уругвай                                     | 0:0                                         | —                                           | Чемпионат Южной Америки                     |
| 4                                           | 15 октября 1922                             | Рио-де-Жанейро                              | Аргентина                                   | 2:0                                         | —                                           | Чемпионат Южной Америки                     |
| 5                                           | 22 октября 1922                             | Рио-де-Жанейро                              | Парагвай                                    | 3:0                                         | —                                           | Чемпионат Южной Америки                     |

## Достижения
- Чемпион штата Сан-Паулу: 1922, 1923, 1924, 1928, 1929
- Чемпион Южной Америки: 1922